# Jussi Sydänmaa

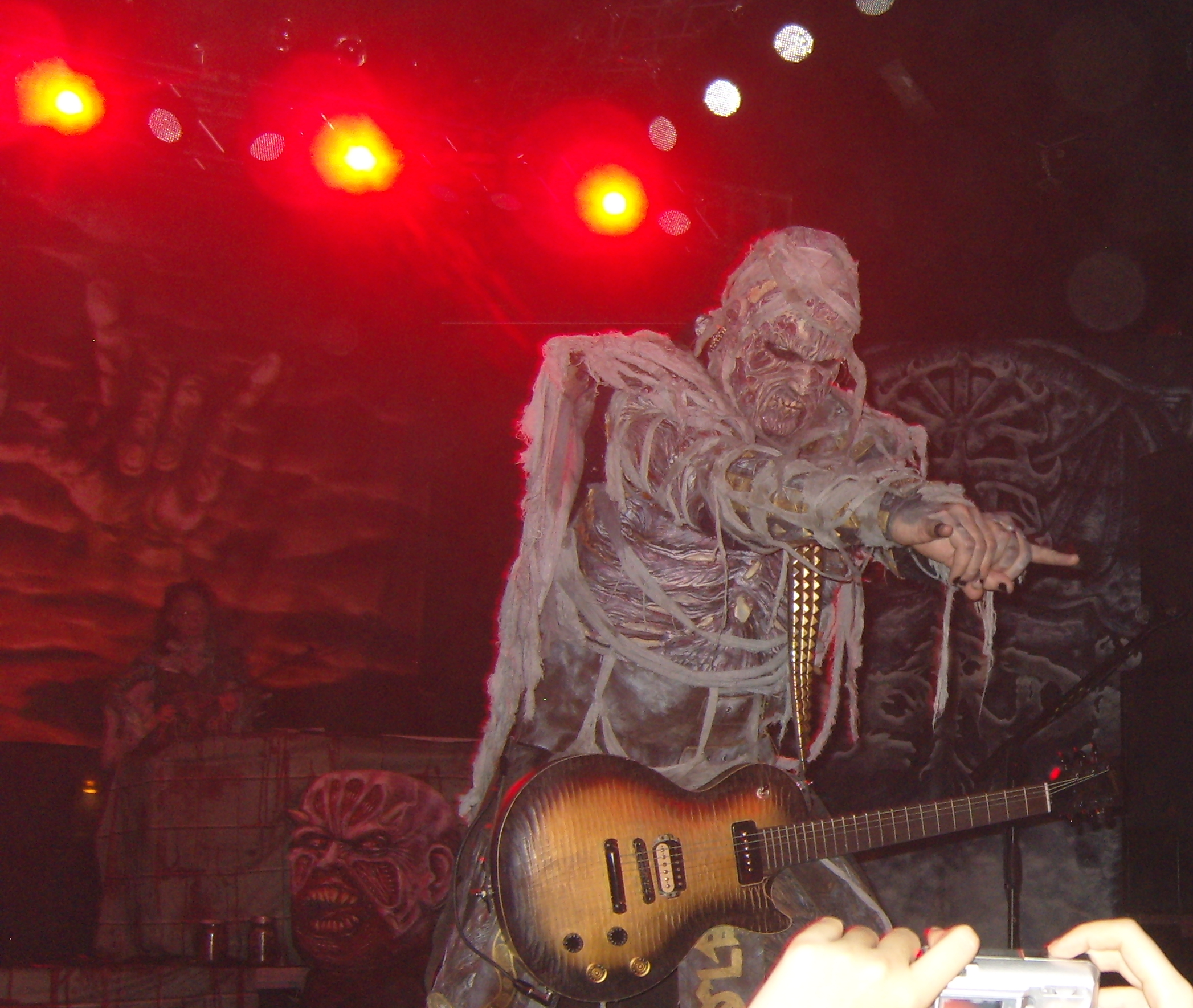
Amen tijdens een optreden in 2010

Jussi Sydänmaa (Espoo, Finland, 26 juni 1972), ook wel bekend als Amen, is de voormalig gitarist van de Finse hardrock/heavymetalband Lordi. Sydänmaa heeft vanaf het ontstaan van Lordi in 1996 tot zijn vertrek in 2022 elektrische gitaar bij de groep gespeeld. Zijn personage is een mummie, waarschijnlijk zijn favoriete monster. Over de beschuldigen van satanisme over Lordi wil Sydänmaa (net zoals iedereen uit de band) niets weten. Sydänmaa deed ook mee aan het Eurovisiesongfestival in 2006, dat Lordi won. In 2022 heeft Amen, op het verzoek van Mr. Lordi, de band verlaten.
Jussi was in zijn jeugd grote fan van KISS, Skid Row, Hanoi Rocks, Mötley Crue, Twisted Sister en WASP.